# Mistrzowie Australian Open w grze pojedynczej

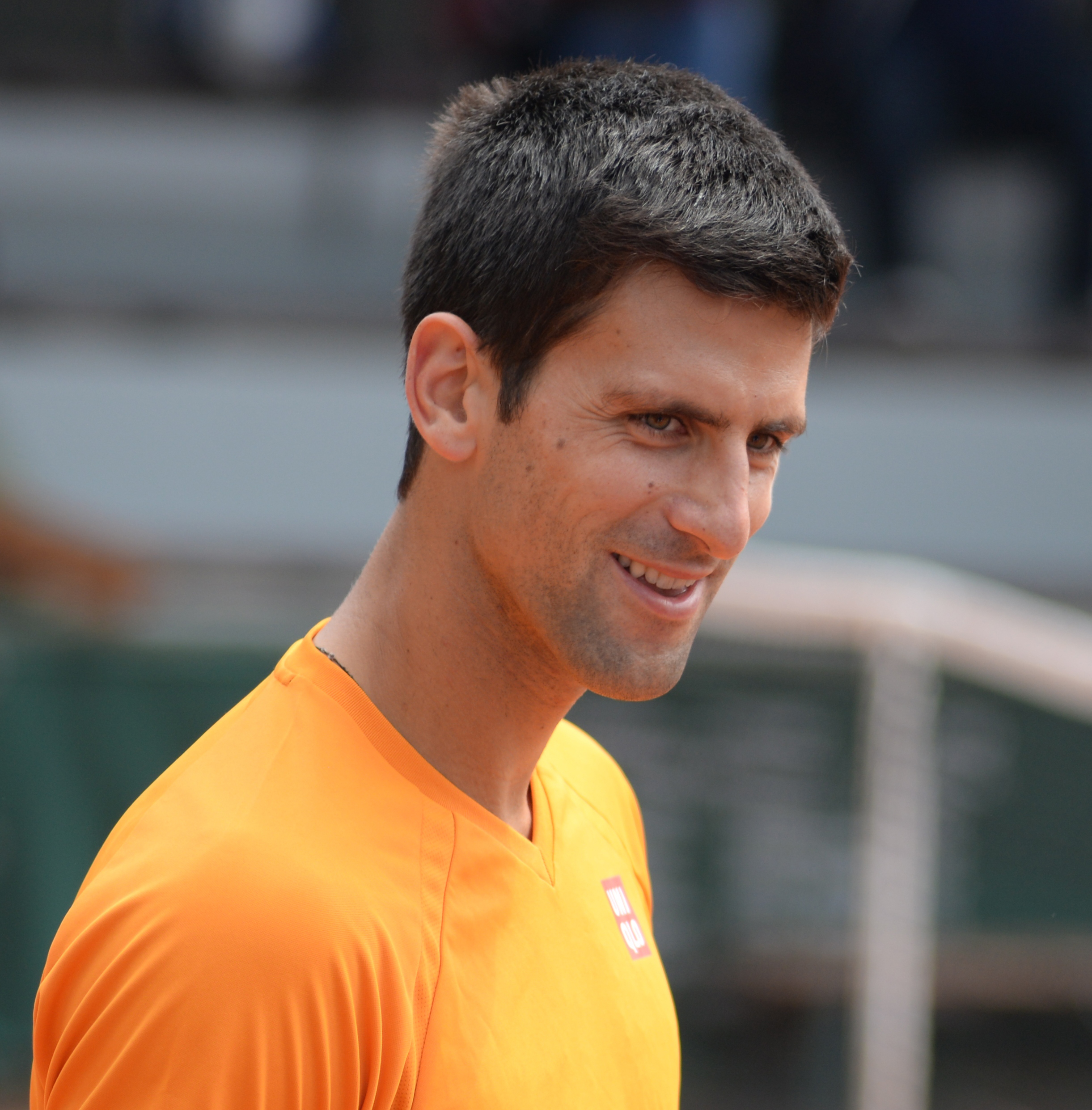
Zwycięzca w latach 2008, 2011–2013, 2015, 2016, 2019–2021 i 2023 Novak Đoković

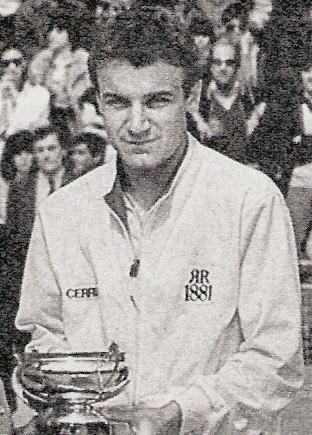
Mats Wilander – jedyny tenisista, który zwyciężył w Australian Open na dwóch różnych nawierzchniach

Poczet triumfatorów wielkoszlemowego turnieju tenisowego Australian Open w grze pojedynczej.
Australian Open to wielkoszlemowy turniej tenisowy stworzony w 1905 roku, rozgrywany na kortach twardych w Melbourne Park w australijskim Melbourne. Turniej gry pojedynczej mężczyzn był jednym z dwóch rozegranych podczas pierwszej edycji w 1905. Tenisowe Mistrzostwa Australii rozgrywane są w trzecim i czwartym tygodniu stycznia i są chronologicznie pierwszą imprezą wielkoszlemową w sezonie od 1987 roku. Zawody nie odbyły się w latach 1916–1918 z powodu I wojny światowej, 1940–1945 z powodu II wojny światowej, oraz w 1986 roku ze względu na zmianę terminu rozgrywania turnieju.
Christchurch i Auckland w Nowej Zelandii oraz Perth, Brisbane, Adelaide, Sydney i Melbourne w Australii naprzemiennie gościły rozgrywki aż do 1972 roku, gdy oficjalnym miejsce rozgrywania turnieju został Stadion Kooyong w Melbourne, później Park Flinders, a w 1988 roku Melbourne Park, w którym turniej odbywa się do dziś. W historii Australian Open było kilka zmian daty rozgrywek: w 1972 roku termin przeniesiono ze stycznia na grudzień by w turnieju mogli wystartować również zawodnicy startujący w cyklu WCT; w 1977 roku z końca na początek grudnia dla uniknięcia kłopotów związanych z Bożym Narodzeniem, co spowodowało dwie edycje w 1977 roku; w 1986 roku dokonano ostatniej istotnej zmiany przenosząc turniej grudnia na styczeń 1987 roku, co spowodowało brak turnieju w 1986 roku.
Od pierwszej edycji turniej mężczyzn przeszedł kilkanaście zmian przepisów. Od samego początku turniej rozgrywany jest systemem pucharowym, a wszystkie mecze rozgrywane są do trzech wygranych setów, z wyjątkiem 1970, 1973 i 1974 roku, kiedy mecze pierwszej rundy rozgrywano do dwóch wygranych setów. Od 1905 roku wszystkie sety grano do sześciu wygranych gemów, przy co najmniej dwóch gemach przewagi. W 1971 roku wprowadzono tie-break do dwunastu wygranych punktów, który rozgrywano w pierwszych czterech setach, z wyjątkiem 1980 i 1982 roku, gdy tą metodą rozstrzygano również piątego seta. Jedyna zmiana nawierzchni to zastąpienie kortów trawiastych (od 1905 do 1987) kortami twardymi (od 1988), po przeniesieniu miejsca rozgrywek do Parku Flinders.
Zwycięzca turnieju otrzymuje posrebrzaną replikę Pucharu Normana Brookesa (Norman Brookes Challenge Cup), nazwanego tak na pamiątkę zwycięzcy turnieju z 1911 oraz byłego prezesa Australijskiego Stowarzyszenia Tenisa na Trawie (LTAA), i wyrzeźbionego na kształt Wazy Warwick.
Najwięcej zwycięstw w zawodach (10) zdobył Novak Đoković, a 6 razy wygrywali Roy Emerson i Roger Federer.

## Mecze finałowe (1905–2025)
| Rok             | Mistrz                                                                                                | Finalista                                                                                             | Wynik                                                                                                 |
| 2025            | Jannik Sinner                                                                                         | Alexander Zverev                                                                                      | 6:3, 7:6(4), 6:3                                                                                      |
| 2024            | Jannik Sinner                                                                                         | Daniił Miedwiediew                                                                                    | 3:6, 3:6, 6:4, 6:4, 6:3                                                                               |
| 2023            | Novak Đoković                                                                                         | Stefanos Tsitsipas                                                                                    | 6:3, 7:6(4), 7:6(5)                                                                                   |
| 2022            | Rafael Nadal                                                                                          | Daniił Miedwiediew                                                                                    | 2:6, 6:7(5), 6:4, 6:4, 7:5                                                                            |
| 2021            | Novak Đoković                                                                                         | Daniił Miedwiediew                                                                                    | 7:5, 6:2, 6:2                                                                                         |
| 2020            | Novak Đoković                                                                                         | Dominic Thiem                                                                                         | 6:4, 4:6, 2:6, 6:3, 6:4                                                                               |
| 2019            | Novak Đoković                                                                                         | Rafael Nadal                                                                                          | 6:3, 6:2, 6:3                                                                                         |
| 2018            | Roger Federer                                                                                         | Marin Čilić                                                                                           | 6:2, 6:7(5), 6:3, 3:6, 6:1                                                                            |
| 2017            | Roger Federer                                                                                         | Rafael Nadal                                                                                          | 6:4, 3:6, 6:1, 3:6, 6:3                                                                               |
| 2016            | Novak Đoković                                                                                         | Andy Murray                                                                                           | 6:1, 7:5, 7:6(3)                                                                                      |
| 2015            | Novak Đoković                                                                                         | Andy Murray                                                                                           | 7:6(5), 6:7(4), 6:3, 6:0                                                                              |
| 2014            | Stan Wawrinka                                                                                         | Rafael Nadal                                                                                          | 6:3, 6:2, 3:6, 6:3                                                                                    |
| 2013            | Novak Đoković                                                                                         | Andy Murray                                                                                           | 6:7(2), 7:6(3), 6:3, 6:2                                                                              |
| 2012            | Novak Đoković                                                                                         | Rafael Nadal                                                                                          | 5:7, 6:4, 6:2, 6:7(5), 7:5                                                                            |
| 2011            | Novak Đoković                                                                                         | Andy Murray                                                                                           | 6:4, 6:2, 6:3                                                                                         |
| 2010            | Roger Federer                                                                                         | Andy Murray                                                                                           | 6:3, 6:4, 7:6(11)                                                                                     |
| 2009            | Rafael Nadal                                                                                          | Roger Federer                                                                                         | 7:5, 3:6, 7:6(2), 3:6, 6:2                                                                            |
| 2008            | Novak Đoković                                                                                         | Jo-Wilfried Tsonga                                                                                    | 4:6, 6:4, 6:3, 7:6(2)                                                                                 |
| 2007            | Roger Federer                                                                                         | Fernando González                                                                                     | 7:6(2), 6:4, 6:4                                                                                      |
| 2006            | Roger Federer                                                                                         | Markos Pagdatis                                                                                       | 5:7, 7:5, 6:0, 6:2                                                                                    |
| 2005            | Marat Safin                                                                                           | Lleyton Hewitt                                                                                        | 1:6, 6:3, 6:4, 6:4                                                                                    |
| 2004            | Roger Federer                                                                                         | Marat Safin                                                                                           | 7:6(3), 6:4, 6:2                                                                                      |
| 2003            | Andre Agassi                                                                                          | Rainer Schüttler                                                                                      | 6:2, 6:2, 6:1                                                                                         |
| 2002            | Thomas Johansson                                                                                      | Marat Safin                                                                                           | 3:6, 6:4, 6:4, 7:6(4)                                                                                 |
| 2001            | Andre Agassi                                                                                          | Arnaud Clément                                                                                        | 6:4, 6:2, 6:2                                                                                         |
| 2000            | Andre Agassi                                                                                          | Jewgienij Kafielnikow                                                                                 | 3:6, 6:3, 6:2, 6:4                                                                                    |
| 1999            | Jewgienij Kafielnikow                                                                                 | Thomas Enqvist                                                                                        | 4:6, 6:0, 6:3, 7:6(1)                                                                                 |
| 1998            | Petr Korda                                                                                            | Marcelo Ríos                                                                                          | 6:2, 6:2, 6:2                                                                                         |
| 1997            | Pete Sampras                                                                                          | Carlos Moyá                                                                                           | 6:2, 6:3, 6:3                                                                                         |
| 1996            | Boris Becker                                                                                          | Michael Chang                                                                                         | 6:2, 6:4, 2:6, 6:2                                                                                    |
| 1995            | Andre Agassi                                                                                          | Pete Sampras                                                                                          | 4:6, 6:1, 7:6(6), 6:4                                                                                 |
| 1994            | Pete Sampras                                                                                          | Todd Martin                                                                                           | 7:6(4), 6:4, 6:4                                                                                      |
| 1993            | Jim Courier                                                                                           | Stefan Edberg                                                                                         | 6:2, 6:1, 2:6, 7:5                                                                                    |
| 1992            | Jim Courier                                                                                           | Stefan Edberg                                                                                         | 6:3, 3:6, 6:4, 6:2                                                                                    |
| 1991            | Boris Becker                                                                                          | Ivan Lendl                                                                                            | 1:6, 6:4, 6:4, 6:4                                                                                    |
| 1990            | Ivan Lendl                                                                                            | Stefan Edberg                                                                                         | 4:6, 7:6(3), 5:2 krecz                                                                                |
| 1989            | Ivan Lendl                                                                                            | Miloslav Mečíř                                                                                        | 6:2, 6:2, 6:2                                                                                         |
| 1988            | Mats Wilander                                                                                         | Pat Cash                                                                                              | 6:3, 6:7(3), 3:6, 6:1, 8:6                                                                            |
| 1987            | Stefan Edberg                                                                                         | Pat Cash                                                                                              | 6:3, 6:4, 3:6, 5:7, 6:3                                                                               |
| 1986            | przywrócenie terminu rozgrywania Australian Open w styczniu spowodowała brak turnieju w roku 1986     | przywrócenie terminu rozgrywania Australian Open w styczniu spowodowała brak turnieju w roku 1986     | przywrócenie terminu rozgrywania Australian Open w styczniu spowodowała brak turnieju w roku 1986     |
| 1985            | Stefan Edberg                                                                                         | Mats Wilander                                                                                         | 6:4, 6:3, 6:3                                                                                         |
| 1984            | Mats Wilander                                                                                         | Kevin Curren                                                                                          | 6:7(5), 6:4, 7:6(3), 6:2                                                                              |
| 1983            | Mats Wilander                                                                                         | Ivan Lendl                                                                                            | 6:1, 6:4, 6:4                                                                                         |
| 1982            | Johan Kriek                                                                                           | Steve Denton                                                                                          | 6:3, 6:3, 6:2                                                                                         |
| 1981            | Johan Kriek                                                                                           | Steve Denton                                                                                          | 6:2, 7:6(1), 6:7(1), 6:4                                                                              |
| 1980            | Brian Teacher                                                                                         | Kim Warwick                                                                                           | 7:5, 7:6(4), 6:3                                                                                      |
| 1979            | Guillermo Vilas                                                                                       | John Sadri                                                                                            | 7:6(4), 6:3, 6:2                                                                                      |
| 1978            | Guillermo Vilas                                                                                       | John Marks                                                                                            | 6:4, 6:4, 3:6, 6:3                                                                                    |
| 1977 (grudzień) | Vitas Gerulaitis                                                                                      | John Lloyd                                                                                            | 6:3, 7:6, 5:7, 3:6, 6:2                                                                               |
| 1977            | zmiana terminu rozgrywania Australian Open ze stycznia na grudzień spowodowała 2 turnieje w roku 1977 | zmiana terminu rozgrywania Australian Open ze stycznia na grudzień spowodowała 2 turnieje w roku 1977 | zmiana terminu rozgrywania Australian Open ze stycznia na grudzień spowodowała 2 turnieje w roku 1977 |
| 1977 (styczeń)  | Roscoe Tanner                                                                                         | Guillermo Vilas                                                                                       | 6:3, 6:3, 6:3                                                                                         |
| 1976            | Mark Edmondson                                                                                        | John Newcombe                                                                                         | 6:7, 6:3, 7:6, 6:1                                                                                    |
| 1975            | John Newcombe                                                                                         | Jimmy Connors                                                                                         | 7:5, 3:6, 6:4, 7:6(7)                                                                                 |
| 1974            | Jimmy Connors                                                                                         | Phil Dent                                                                                             | 7:6(7), 6:4, 4:6, 6:3                                                                                 |
| 1973            | John Newcombe                                                                                         | Onny Parun                                                                                            | 6:3, 6:7, 7:5, 6:1                                                                                    |
| 1972            | Ken Rosewall                                                                                          | Malcolm Anderson                                                                                      | 7:6(2), 6:3, 7:5                                                                                      |
| 1971            | Ken Rosewall                                                                                          | Arthur Ashe                                                                                           | 6:1, 7:5, 6:3                                                                                         |
| 1970            | Arthur Ashe                                                                                           | Dick Crealy                                                                                           | 6:4, 9:7, 6:2                                                                                         |
| 1969            | Rod Laver                                                                                             | Andrés Gimeno                                                                                         | 6:3, 6:4, 7:5                                                                                         |
| 1968            | Bill Bowrey                                                                                           | Juan Gisbert                                                                                          | 7:5, 2:6, 9:7, 6:4                                                                                    |
| 1967            | Roy Emerson                                                                                           | Arthur Ashe                                                                                           | 6:4, 6:1, 6:4                                                                                         |
| 1966            | Roy Emerson                                                                                           | Arthur Ashe                                                                                           | 6:4, 6:8, 6:2, 6:3                                                                                    |
| 1965            | Roy Emerson                                                                                           | Fred Stolle                                                                                           | 7:9, 2:6, 6:4, 7:5, 6:1                                                                               |
| 1964            | Roy Emerson                                                                                           | Fred Stolle                                                                                           | 6:3, 6:4, 6:2                                                                                         |
| 1963            | Roy Emerson                                                                                           | Ken Fletcher                                                                                          | 6:3, 6:3, 6:1                                                                                         |
| 1962            | Rod Laver                                                                                             | Roy Emerson                                                                                           | 8:6, 0:6, 6:4, 6:4                                                                                    |
| 1961            | Roy Emerson                                                                                           | Rod Laver                                                                                             | 1:6, 6:3, 7:5, 6:4                                                                                    |
| 1960            | Rod Laver                                                                                             | Neale Fraser                                                                                          | 5:7, 3:6, 6:3, 8:6, 8:6                                                                               |
| 1959            | Alex Olmedo                                                                                           | Neale Fraser                                                                                          | 6:1, 6:2, 3:6, 6:3                                                                                    |
| 1958            | Ashley Cooper                                                                                         | Malcolm Anderson                                                                                      | 7:5, 6:3, 6:4                                                                                         |
| 1957            | Ashley Cooper                                                                                         | Neale Fraser                                                                                          | 6:3, 9:11, 6:4, 6:2                                                                                   |
| 1956            | Lew Hoad                                                                                              | Ken Rosewall                                                                                          | 6:4, 3:6, 6:4, 7:5                                                                                    |
| 1955            | Ken Rosewall                                                                                          | Lew Hoad                                                                                              | 9:7, 6:4, 6:4                                                                                         |
| 1954            | Mervyn Rose                                                                                           | Rex Hartwig                                                                                           | 6:2, 0:6, 6:4, 6:2                                                                                    |
| 1953            | Ken Rosewall                                                                                          | Mervyn Rose                                                                                           | 6:0, 6:3, 6:4                                                                                         |
| 1952            | Ken McGregor                                                                                          | Frank Sedgman                                                                                         | 7:5, 12:10, 2:6, 6:2                                                                                  |
| 1951            | Dick Savitt                                                                                           | Ken McGregor                                                                                          | 6:3, 2:6, 6:3, 6:1                                                                                    |
| 1950            | Frank Sedgman                                                                                         | Ken McGregor                                                                                          | 6:3, 6:4, 4:6, 6:1                                                                                    |
| 1949            | Frank Sedgman                                                                                         | John Bromwich                                                                                         | 6:3, 6:2, 6:2                                                                                         |
| 1948            | Adrian Quist                                                                                          | John Bromwich                                                                                         | 6:4, 3:6, 6:3, 2:6, 6:3                                                                               |
| 1947            | Dinny Pails                                                                                           | John Bromwich                                                                                         | 4:6, 6:4, 3:6, 7:5, 8:6                                                                               |
| 1946            | John Bromwich                                                                                         | Dinny Pails                                                                                           | 5:7, 6:3, 7:5, 3:6, 6:2                                                                               |
| 1945            | przerwa wojenna: II wojna światowa                                                                    | przerwa wojenna: II wojna światowa                                                                    | przerwa wojenna: II wojna światowa                                                                    |
| 1944            | przerwa wojenna: II wojna światowa                                                                    | przerwa wojenna: II wojna światowa                                                                    | przerwa wojenna: II wojna światowa                                                                    |
| 1943            | przerwa wojenna: II wojna światowa                                                                    | przerwa wojenna: II wojna światowa                                                                    | przerwa wojenna: II wojna światowa                                                                    |
| 1942            | przerwa wojenna: II wojna światowa                                                                    | przerwa wojenna: II wojna światowa                                                                    | przerwa wojenna: II wojna światowa                                                                    |
| 1941            | przerwa wojenna: II wojna światowa                                                                    | przerwa wojenna: II wojna światowa                                                                    | przerwa wojenna: II wojna światowa                                                                    |
| 1940            | Adrian Quist                                                                                          | Jack Crawford                                                                                         | 6:3, 6:1, 6:2                                                                                         |
| 1939            | John Bromwich                                                                                         | Adrian Quist                                                                                          | 6:4, 6:1, 6:3                                                                                         |
| 1938            | Don Budge                                                                                             | John Bromwich                                                                                         | 6:4, 6:2, 6:1                                                                                         |
| 1937            | Vivian McGrath                                                                                        | John Bromwich                                                                                         | 6:3, 1:6, 6:0, 2:6, 6:1                                                                               |
| 1936            | Adrian Quist                                                                                          | Jack Crawford                                                                                         | 6:2, 6:3, 4:6, 3:6, 9:7                                                                               |
| 1935            | Jack Crawford                                                                                         | Fred Perry                                                                                            | 2:6, 6:4, 6:4, 6:4                                                                                    |
| 1934            | Fred Perry                                                                                            | Jack Crawford                                                                                         | 6:3, 7:5, 6:1                                                                                         |
| 1933            | Jack Crawford                                                                                         | Keith Gledhill                                                                                        | 2:6, 7:5, 6:3, 6:2                                                                                    |
| 1932            | Jack Crawford                                                                                         | Harry Hopman                                                                                          | 4:6, 6:3, 3:6, 6:3, 6:1                                                                               |
| 1931            | Jack Crawford                                                                                         | Harry Hopman                                                                                          | 6:4, 6:2, 2:6, 6:1                                                                                    |
| 1930            | Edgar Moon                                                                                            | Harry Hopman                                                                                          | 6:3, 6:1, 6:3                                                                                         |
| 1929            | Colin Gregory                                                                                         | Richard Schlesinger                                                                                   | 6:2, 6:2, 5:7, 7:5                                                                                    |
| 1928            | Jean Borotra                                                                                          | Jack Cummings                                                                                         | 6:4, 6:1, 4:6, 5:7, 6:3                                                                               |
| 1927            | Gerald Patterson                                                                                      | John Hawkes                                                                                           | 3:6, 6:4, 3:6, 18:16, 6:3                                                                             |
| 1926            | John Hawkes                                                                                           | James Willard                                                                                         | 6:1, 6:3, 6:1                                                                                         |
| 1925            | James Anderson                                                                                        | Gerald Patterson                                                                                      | 11:9, 2:6, 6:2, 6:3                                                                                   |
| 1924            | James Anderson                                                                                        | Richard Schlesinger                                                                                   | 6:3, 6:4, 3:6, 5:7, 6:3                                                                               |
| 1923            | Pat O’Hara Wood                                                                                       | Bert St. John                                                                                         | 6:1, 6:1, 6:3                                                                                         |
| 1922            | James Anderson                                                                                        | Gerald Patterson                                                                                      | 6:0, 3:6, 3:6, 6:3, 6:2                                                                               |
| 1921            | Rhys Gemmell                                                                                          | Alf Hedeman                                                                                           | 7:5, 6:1, 6:4                                                                                         |
| 1920            | Pat O’Hara Wood                                                                                       | Ronald Thomas                                                                                         | 6:3, 4:6, 6:8, 6:1, 6:3                                                                               |
| 1919            | Algernon Kingscote                                                                                    | Eric Pockley                                                                                          | 6:4, 6:0, 6:3                                                                                         |
| 1918            | przerwa wojenna: I wojna światowa                                                                     | przerwa wojenna: I wojna światowa                                                                     | przerwa wojenna: I wojna światowa                                                                     |
| 1917            | przerwa wojenna: I wojna światowa                                                                     | przerwa wojenna: I wojna światowa                                                                     | przerwa wojenna: I wojna światowa                                                                     |
| 1916            | przerwa wojenna: I wojna światowa                                                                     | przerwa wojenna: I wojna światowa                                                                     | przerwa wojenna: I wojna światowa                                                                     |
| 1915            | Gordon Lowe                                                                                           | Horace Rice                                                                                           | 4:6, 6:1, 6:1, 6:4                                                                                    |
| 1914            | Arthur O’Hara Wood                                                                                    | Gerald Patterson                                                                                      | 6:4, 6:3, 5:7, 6:1                                                                                    |
| 1913            | Ernie Parker                                                                                          | Harry Parker                                                                                          | 2:6, 6:1, 6:3, 6:2                                                                                    |
| 1912            | James Parke                                                                                           | Alfred Beamish                                                                                        | 3:6, 6:3, 1:6, 6:1, 7:5                                                                               |
| 1911            | Norman Brookes                                                                                        | Horace Rice                                                                                           | 6:1, 6:2, 6:3                                                                                         |
| 1910            | Rodney Heath                                                                                          | Horace Rice                                                                                           | 6:4, 6:3, 6:2                                                                                         |
| 1909            | Anthony Wilding                                                                                       | Ernie Parker                                                                                          | 6:1, 7:5, 6:2                                                                                         |
| 1908            | Fred Alexander                                                                                        | Alfred Dunlop                                                                                         | 3:6, 3:6, 6:0, 6:2, 6:3                                                                               |
| 1907            | Horace Rice                                                                                           | Harry Parker                                                                                          | 6:3, 6:4, 6:4                                                                                         |
| 1906            | Anthony Wilding                                                                                       | Francis Fisher                                                                                        | 6:0, 6:4, 6:4                                                                                         |
| 1905            | Rodney Heath                                                                                          | Albert Curtis                                                                                         | 4:6, 6:3, 6:4, 6:4                                                                                    |